# セブンシーズエンタテインメント
セブンシーズエンタテインメント株式会社 (英語: Sevenseas Entertainment, Inc.) は、かつて存在したセブンシーズホールディングスグループの音楽系事業統括会社（中間持株会社）。2007年6月に設立されたが、2010年9月に解散の手続きに入り、同年12月に清算された。
略称SSEI : Seven Seas Entertainment Inc.

## 概要
2007年4月に世界最大のレコーディングスタジオであったニューヨークのソニーミュージックスタジオ閉鎖に伴い、残されたマネージメントチームとエンジニア、クリエイター達が集まり、出版事業でもコラボレーション効果の高いセブンシーズホールディングスに参画を依頼して、設立された。
リンカーン・センター、メトロポリタン歌劇場でのライブパフォーマンスデータのデジタルアーカイブ作業から、エンジニアやプロデューサー、アーティストマネージメント、ブッキング業務など、多くのクライアントがソニーミュージックスタジオからそのまま移行した。
フィル・ラモーンの最も信頼していたデビッド・スミス（2006年6月17日没）が所有していた世界的に有名なマイクロフォンコレクションと、ソニーミュージックスタジオが所有していたクラシカル・マイクロフォンキットは、全てセブンシーズスタジオに引き継がれた。
2007年6月に当社が設立され、10月にはアーティストのマネジメント事業等を行う4メディアマネージメント（後のセブンシーズメディアマネージメント）の経営権を取得。11月にはスタジオ運営事業を行うセブンシーズスタジオを設立した。
総床面積1,720平方メートルのセブンシーズスタジオを2008年初夏開業予定で建設していたが、中止された。
その後も営業は続けていたが、2010年3月にセブンシーズメディアマネージメントの持分を譲渡、同年9月には当社及びセブンシーズスタジオが解散手続きに入り、同年12月に清算手続きが完了した。

## 2007年主なクライアント
- レニー・クラヴィッツ
- ビヨンセ
- シンディ・ローパー
- 50セント
- カニエ・ウェスト
- ミッシー・エリオット
- Wonder Girls
- ボルティモア交響楽団
- リチャード・キング（第78回アカデミー賞音響編集賞）
- NASCAR
- Che'Nelle